# Arboretum de Hatanpää
El Arboretum de Hatanpää en finés : Hatanpään arboretum o Hatanpäänpuisto-Arboretum, es un Arboreto y jardín botánico de unas 4 hectáreas de extensión, que se encuentra en Tampere, Finlandia.

## Localización
El Arboreto de Hatanpää se encuentra ubicado a unos tres kilómetros del centro de la ciudad de Tampere en las proximidades del hospital.
Hatanpäänpuisto-Arboretum Tampere, Pirkanmaa, Suomen Tasavalta-Finlandia.
Planos y vistas satelitales.61°29′53″N 23°45′39″E / 61.49806, 23.76083

## Historia
La mansión Hatanpää era la casa solariega de Hans Henrik Boije (1717-1781). Boije fue el anfitrión del rey sueco Gustav III del fideicomisario, que estuvo hospedado en la mansión en 1775 durante su recorrido por Tampere. El parque de la mansión estaba diseñado en estilo paisajista inglés. 

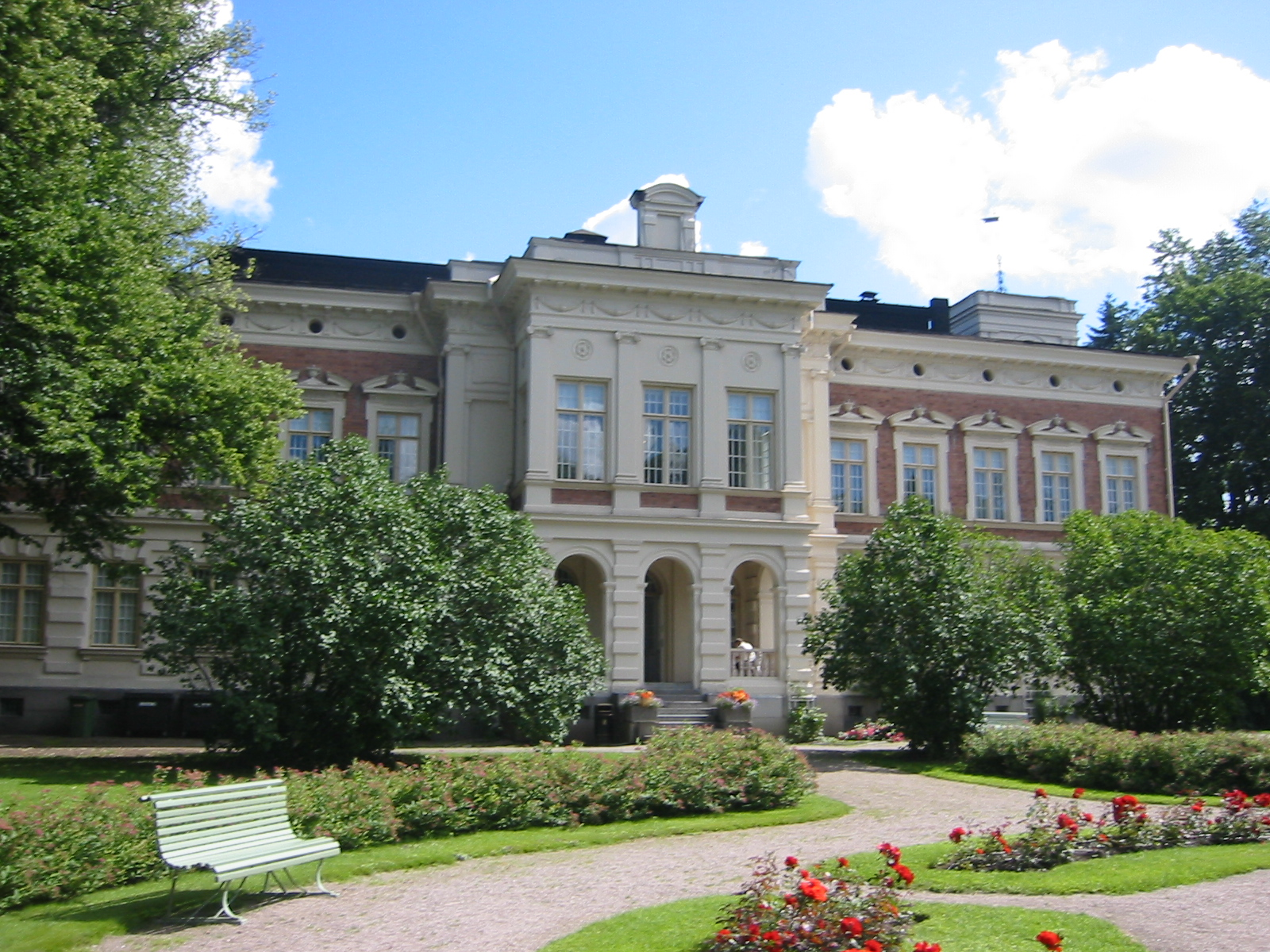
La mansión Hatanpää.

Después de la muerte de Boijen, la finca cambió varias veces de propietario, hasta que finalmente terminó como propiedad de Nils Johan Idman en 1832, el edificio sufrió un incendio en 1880, y el propietario reconstruyó el edificio, edificó una villa en la proximidad y amplió el parque en 2 hectáreas.
En 1913 albergó las oficinas de Turismo durante varias generaciones.
El arboreto fue creado en el parque de la mansión en la década de 1970, y oficialmente denominado como Hatanpäänpuisto-Arboretum.
Actualmente, la mansión Hatanpää alberga una colección de muñecas del pukumuseo. 

## Colecciones
Se muestra una gran variedad de árboles, arbustos y plantas herbáceas, con unas 500 especies diferentes.

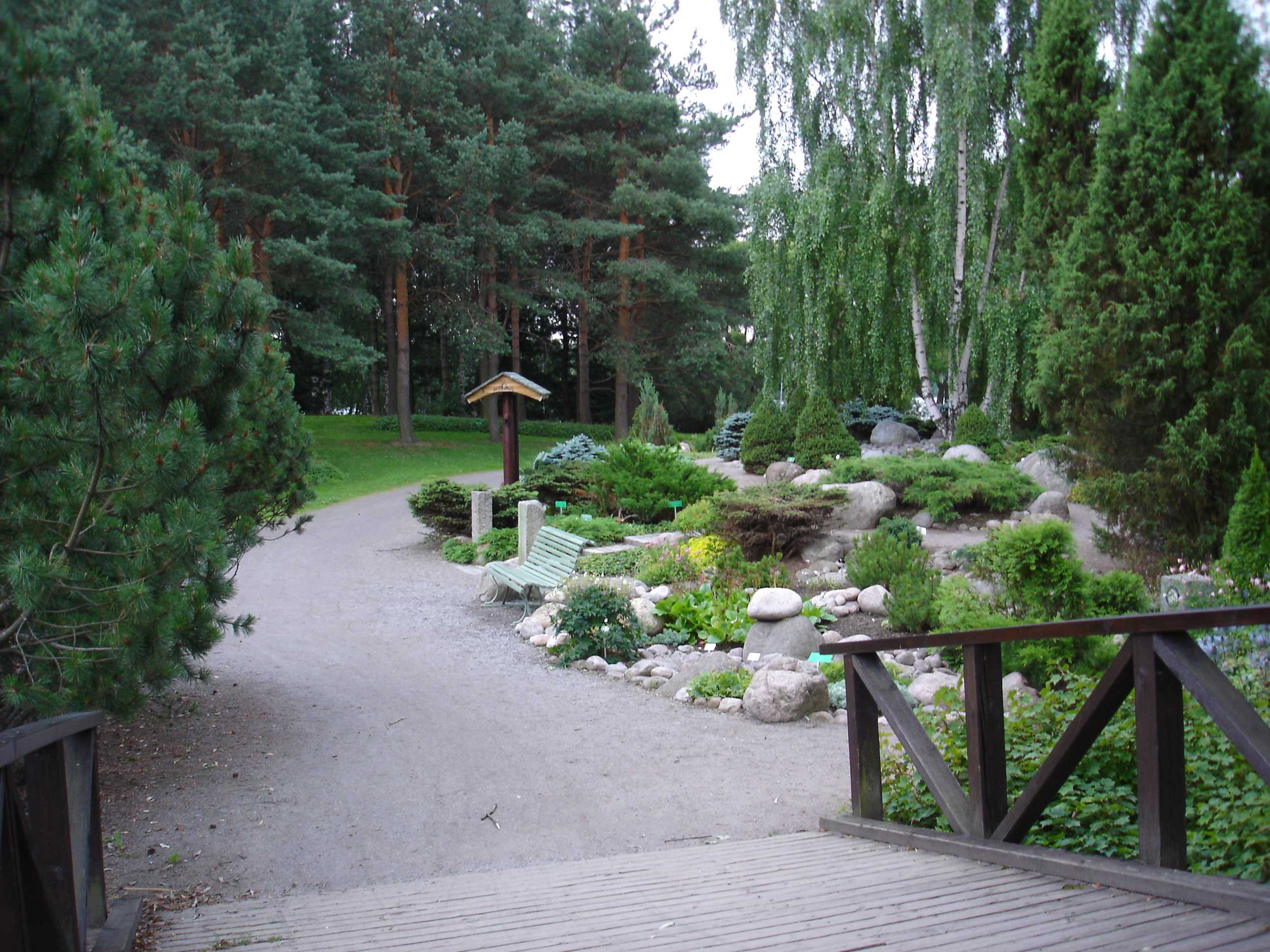
Colecciones de plantas en el Arboreto de Hatanpää.

El arboreto alberga principalmente aquellas plantas que prosperan en la zona bioclimática de Tampere y sus alrededores, pero además alberga una serie de plantas raras y exóticas.
- Rocalla, con plantas alpinas
- Rosaleda, cultivada sobre el terreno donde estaba el huerto del señorío de Hatanpää (todavía hay algunos manzanos y ciruelos remanentes).
- Arroyo y un estanque con plantas acuáticas.

El arboreto (en 2008), se encuentra en proceso de desarrollo y ampliación.